# Trophithauma portentum
Trophithauma portentum är en tvåvingeart som beskrevs av Schmitz 1925. Trophithauma portentum ingår i släktet Trophithauma och familjen puckelflugor. Inga underarter finns listade i Catalogue of Life.